# Щебрушка альпійська
Щебрушка альпійська (лат. Acinos alpinus) або щебрушка Баумгартена (лат. Acinos baumgartenii) (лат. Clinopodium alpinum) — вид трав'янистих рослин родини глухокропивові (лат. Lamiaceae), поширений у Південній Європі, Північно-Західній Африці й Туреччині.

## Опис
Багаторічна рослина 10–25 см заввишки. Рослина з численними висхідними квітконосними стеблами. Листки коротко-черешчаті, зверху голі, знизу на жилах розсіяно-волосисті, верхні — еліптичні, нижні листки округло-яйцеподібні. Кільця 2–5-квіткові. Віночок фіолетовий, 12–15 мм завдовжки, удвічі довший від чашечки. Горішок розміром 1,5–1,8 × 0,7–0,8 мм, яйцюватий, гострий, коричневий.
Запліднення в основному відбувається через запилення квітів. Запилення комахами (двокрилі, перетинчастокрилі, зокрема бджолами). Насіння, що падає на землю згодом розповсюджується головним чином мурахами.

## Поширення
Північна Африка: Марокко, Алжир, Туніс; Європа: Португалія, Іспанія, Франція, Швейцарія, Німеччина, Італія, Мальта, Австрія, Чехія, Словаччина, Угорщина, Словенія, Хорватія, Боснія й Герцеговина, Сербія, Албанія, Чорногорія, Македонія, Болгарія, Греція, Румунія, Україна; Азія: Туреччина. Населяє кам'янисті місця, на вапняних або кремнієвих субстратах.
В Україні зростає на вапнякових скелях — у Карпатах, рідко (наводиться для гори Петрос на хр. Чорногора і Чивчинських гір, між горами Лоздун і Попадя). Входить до переліків видів, які перебувають під загрозою зникнення на територіях Закарпатської й Чернівецької областей.

## Використання
Має використання у народній медицині (потогінний, знижує температуру тіла). Листя використовуються як чай.

## Галерея

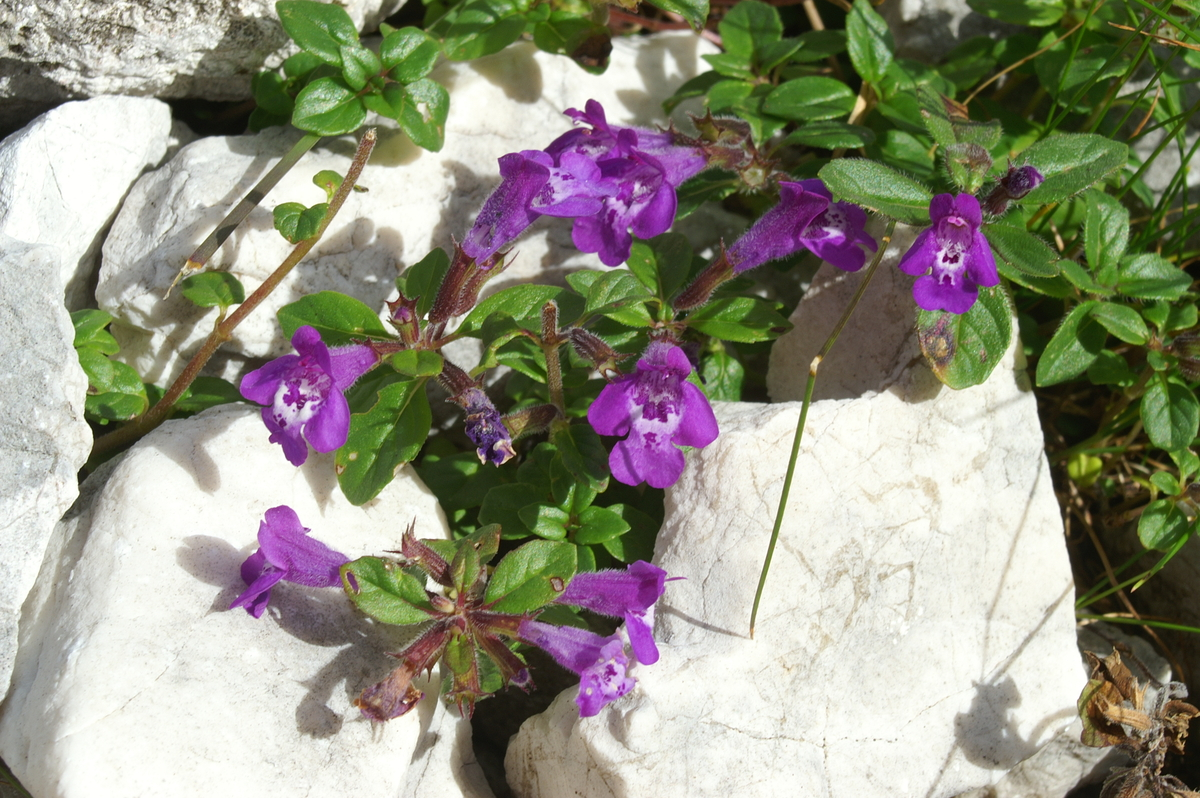
у середовищі
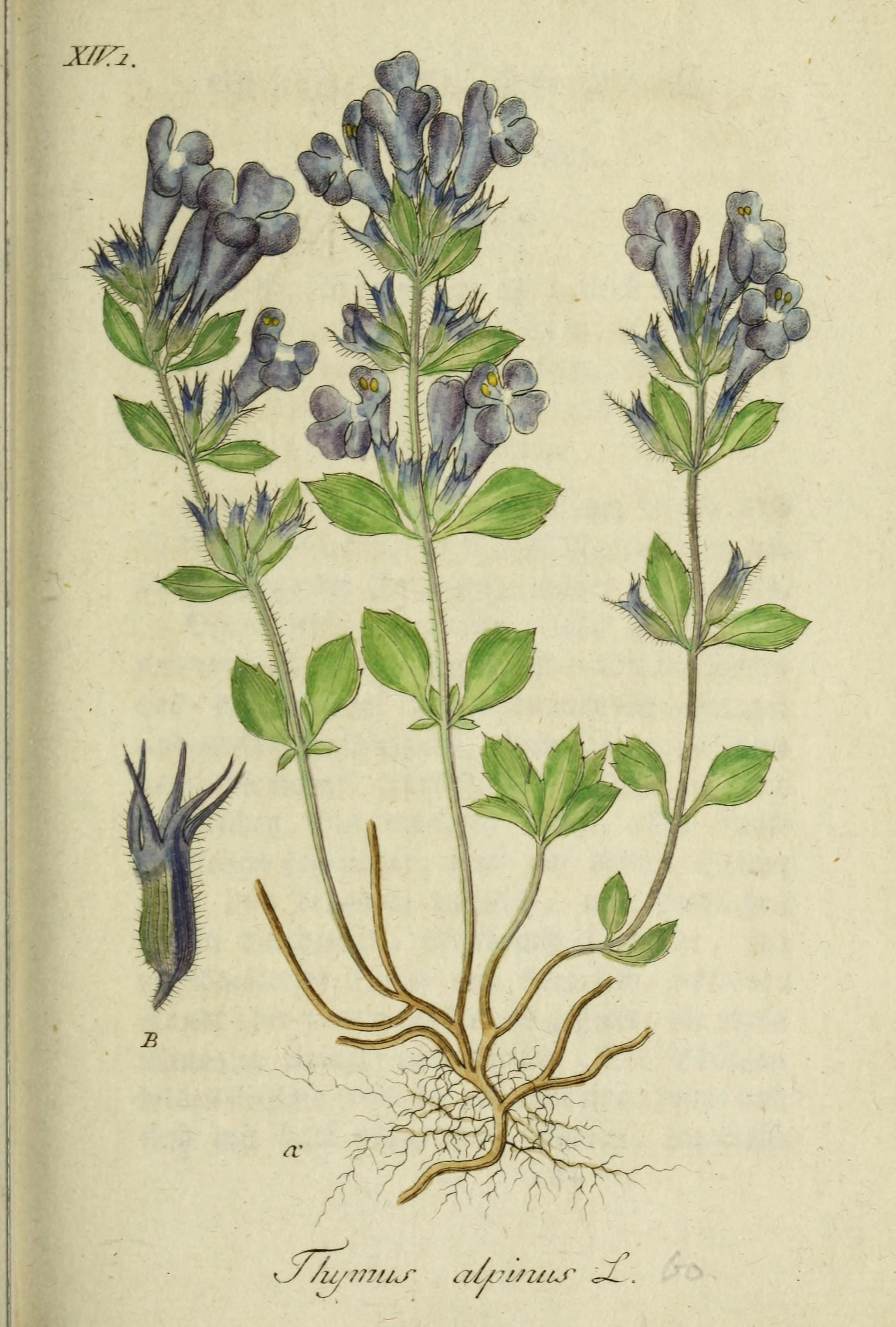
ілюстрація